# Philip Hall
Philip Hall (ur. 11 kwietnia 1904 w Hampstead w Londynie, zm. 30 grudnia 1982 w Cambridge w Cambridgeshire) – brytyjski matematyk. 

## Życiorys
Jego prace dotyczyły głównie teorii grup, głównie grup skończonych oraz grup rozwiązalnych. W roku 1961 został nagrodzony medalem Sylvestera, przyznawanym przez Royal Society.